# Theodor Ebert (Politikwissenschaftler)
Theodor Ebert (* 6. Mai 1937 in Stuttgart) ist ein deutscher Politikwissenschaftler, Soziologe und Friedensforscher.

## Leben
Er studierte Geschichte, Germanistik und Politologie in Tübingen, München, London, Paris und Erlangen.
Seit den 1960er Jahren war Theodor Ebert maßgeblich an der Entwicklung des Konzepts der Sozialen Verteidigung als Alternative zur Kriegführung beteiligt. Hierfür gründete er 1969 die Zeitschrift Gewaltfreie Aktion. Ebert war auch Mitglied im Verband der Kriegsdienstverweigerer und gehörte zeitweilig dessen Bundesvorstand an.
Von 1972 bis 1984 war Ebert Mitglied der Synode der Evangelischen Kirche in Deutschland und von 1984 bis 1996 Mitglied der Kirchenleitung der Evangelischen Kirche in Berlin-Brandenburg. 1989 wurde er Gründungsvorsitzender des Bundes für Soziale Verteidigung. Jahrelang setzte er sich auch für die Schaffung eines Zivilen Friedensdienstes ein.
Ebert war bis 2002 Professor am Otto-Suhr-Institut (OSI) der Freien Universität Berlin und dort Geschäftsführender Direktor des Instituts für Innenpolitik und Systemvergleich.

## Werk
Theodor Eberts Gesamtwerk ist durch seine streng pazifistische Haltung gekennzeichnet.
Dies formt sich beispielsweise in seinen (vorsichtigen) Fürsprachen zur Entmilitarisierung der Bundesrepublik Deutschland sowie deren Austritt aus der NATO aus.
Ebert stellt jedoch nicht nur derartige Forderungen auf, sondern beschäftigt sich auch intensiv mit Alternativen zu militärischen Aktionen (siehe unten).
Hierbei betont er stets die lange Dauer der Ablösung kämpferischer Verhaltensweisen durch pazifistische Prozesse, da letztere einer ausgiebigeren und fundierteren Planung bedürfen. In diesem Durchsetzungsprozess erachtet Ebert Solidarität als einen entscheidenden Faktor der Handlungsstrategien. So müssen sich beispielsweise Politiker pazifistischer Parteien der Solidarität ihrer Wähler bei (unkonventionellen) friedvollen Entscheidungen sicher sein.

## Gewaltfreie Aktion/Soziale Verteidigung
Theodor Ebert versuchte, die gewaltfreie Aktion zu systematisieren. Dabei gab es eine Zusammenarbeit mit Gene Sharp, der Methoden der Gewaltfreien Aktion klassifizierte.
Diese Theorie stellt eine Alternative zu kämpferischen Handlungen verschiedensten Ausmaßes dar.
Hierbei werden die gewaltfreien Aktionsformen grundsätzlich in verneinende und konstruktive bzw. bejahende und schöpferische unterschieden.
Damit wird zunächst einmal deutlich gemacht, dass es nicht genügt, einen Missstand anzuprangern oder zu bekämpfen, sondern dass ihm immer auch eine konstruktive Alternative entgegengesetzt werden sollte.
Für beides, die verneinende und die bejahende, gibt es drei Steigerungsstufen.
1. Stufe: Protest als Verneinung, das Aufzeigen von besseren Möglichkeiten als Bejahung
2. Stufe: Legale Nichtzusammenarbeit als Verneinung, legale Rollenübernahme
(Erneuerung, Praktizieren von Erkenntnissen) als Bejahung
3. Stufe: Verneinende Form: Ziviler Ungehorsam; bejahende Form als offene Gesetzesübertretung: Zivile Selbstverwaltung.
Ebert hat dieses Prinzip auch in seinen Seminaren angewandt und mit Studenten gewaltfreie Verhaltensweisen in Rollenspielen (ähnlich den Workshops der Polizei gegen Gewalt in der Öffentlichkeit) trainiert.
Zusammenfassend betrachtet Ebert sein wichtigstes Forschungsgebiet, die Soziale Verteidigung, als eine von vielen „sozialen Erfindungen“ des 20. Jahrhunderts, welche neben den naturwissenschaftlichen Erfindungen ins Hintertreffen geraten seien. Der Parlamentarismus und das demokratische Mehrparteiensystem sind zum Beispiel weitere solcher sozialen Erfindungen.
Die gewaltfreie Aktion nun sei eine Form der demokratischen Willensäußerung, also der Macht von unten. Sie zeichne sich auch dadurch aus, dass die Teilhabe an ihr freiwillig sei und niemand (im Gegensatz zu militärischen Strukturen) zu ihr gezwungen werden könne.
Ebert sieht die soziale Verteidigung nicht als Allheilmittel und realistischen Weg zum Weltfrieden, sondern vielmehr als eine vorsichtige Überlebensstrategie in einer durch naturwissenschaftliche Erfindungen in ihrem Zusammenhalt immer stärker bedrohten Welt.
In diesem Kontext hat sich Ebert auch intensiv mit der Bedrohung der westlichen Welt durch den Terrorismus sowie dem Umgang mit selbigem durch westliche Staaten geäußert.
Demnach sieht er durchaus eine Möglichkeit des gewaltfreien Widerstandes gegen terroristische Akte, welche sinnbezogen jedoch eher auf Ursachenbekämpfung abzielt.

## Schriften
- Nadya Luer: Bibliographie – Theodor Ebert. In: Christian Büttner, Gernot Jochheim, Nadya Luer, Torsten Schramm (Hrsg.): Politik von unten. Zur Geschichte und Gegenwart der Gewaltfreien Aktion. Theodor Ebert zum 60. Geburtstag. Gewaltfreie Aktion, Berlin 1997, ISBN 3-9804408-1-8, S. 223–240. Dieser Band erschien zugleich als Sonderband der Zeitschrift Gewaltfreie Aktion. Vierteljahreshefte für Frieden und Gerechtigkeit, 29. Jg., 2. Quartal 1997, Heft 111/112. ISSN 0016-9390
- Gewaltfreier Aufstand. Alternative zum Bürgerkrieg. Freiburg i.Br.: Verlag Rombach, 1. Aufl. 1968, 408 Seiten. (Dieses Hauptwerk Eberts, das auf seiner Dissertation an der Universität Erlangen aus dem Jahr 1965 basiert, erschien 1970 in einer vom Autor stark revidierten und aktualisierten Ausgabe als Fischer-Taschenbuch 1123. Davon erschien 1981 ein Nachdruck in der Waldkircher Verlagsgesellschaft, Waldkirch i.Br., dessen dritte Auflage erschien 1983 mit neuem Nachwort und neuer Bibliographie.)
- Möglichkeiten gewaltfreier Aktionen. Frankfurt a. M.: Deutsches Pax-Christi-Sekretariat, 1971, 92 Seiten.
- Aus dem Leben eines Friedensforschers. Experimentelle Texte. Sonderheft der Zeitschrift Gewaltfreie Aktion. Vierteljahreshefte für Frieden und Gerechtigkeit, 38. Jg., 2.–4. Quartal 2006, Heft 147-148-149, 151 Seiten. ISSN 0016-9390
- mit Hans-Jürgen Benedict (Hrsg.): Macht von unten – Bürgerbewegung, außerparlamentarische Opposition und Kirchenreform, Furche Verlag, Hamburg 1968
- (Hrsg.)Ziviler Widerstand. Fallstudien zur gewaltfreien,  direkten Aktion aus der innenpolitischen Friedens- und Konfliktforschung. Düsseldorf: Bertelsmann Universitätsverlag, 1970, 322 S. ISBN 3-571-09256-2
- (Hrsg.) Wehrpolitik ohne Waffen. Vom passiven Widerstand zur sozialen Verteidigung. Opladen: Argus Verlag, 1972, 168 Seiten. ISBN 3-92033-703-4
- Ziviler Friedensdienst. Alternative zum Militär. Grundausbildung im Gewaltfreien Handeln. Münster: Agenda-Verlag, 1997. ISBN 3-89688-004-7
- Ziviler Ungehorsam – Von der APO zur Friedensbewegung, Waldkircher Verlagsgesellschaft, Waldkirch 1984
- mit Dieter Senghaas, Reiner Steinweg: Konstruktive Konfliktaustragung. Kritik und Gegenkritik, Haag und Herchen Verlag, Frankfurt a. M. 1991
- Opponieren und Regieren mit gewaltfreien Mitteln – Pazifismus – Grundsätze und Erfahrungen für das 21. Jahrhundert, Band 1, LIT Verlag Hamburg 2001
- (Mithrsg.): Jahrbuch für Friedens- und Konfliktforschung, Düsseldorf: Bertelsmann Universitätsverlag 1971ff.
- mit April Carter, Michael Schroeren: Direkte Aktion. Leitfaden für den Gewaltfreien Widerstand, Verlag Weber & Zucht, Versandbuchhandlung & Verlag, Kassel 1983
- mit Ulrich Frey, Hans J. Fischbeck: Der zivile Friedensdienst. Ein neues Mittel für eine neue Politik, Evangelische Akademie Mülheim an der Ruhr 1994
- mit Albert Fuchs, Johan Galtung u. a.: Gütekraft erforschen. Kraft der Gewaltfreiheit, Satyagraha, Strength to Love, Versöhnungsbund e. V. 1999
- Lexikalisches Stichwort "Gewaltfreie Aktion". In: Reiner Steinweg/Ulrike Laubenthal (Hrsg.): Gewaltfreie Aktion. Erfahrungen und Analysen, Brandes & Apsel Verlag, Frankfurt a. M. 2011